# Ledena dvorana Ajsberg
Ledena dvorana Ajsberg je višenamjenska dvorana u Sočiju, u Rusiji. Otvorena je 2012. i kapaciteta je oko 12.000 gledatelja.
Za vrijeme Zimskih olimpijskih igara 2014. u njoj će se održati natjecanja u umjetničkom klizanju i brzom klizanju na kratkim stazama. Nakon završetka Igara služit će kao klizalište ili velodrom za biciklizam. 
Za izgradnju dvorane potrošeno je oko 15.000 tona čelika. Izgledom podsjeća na ledenu santu, pa joj otuda i ime Ajsberg. 